# Jean Tatlock
Jean Fraences Tatlock, född 21 februari 1914 i Ann Arbor i Michigan, död 4 januari 1944 i San Franciso, var en amerikansk psykiater. Hon var medlem av Communist Party of the United States of America och verkade som reporter och skribent för partitidningen Western Worker. Hon är också känd för sin romantiska relation med J. Robert Oppenheimer, ledaren av Manhattanprojektets Los Alamos-laboratorium under andra världskriget.
År 1944 begick hon självmord, efter en tids svår depression.

## Biografi

### Tidiga år
Tatlock var andra barnet till John Strong Perry Tatlock, en framträdande filolog på fornengelska och expert på Geoffrey Chaucer, och Marjorie Tatlock, född Fenton. Hennes äldre bror Hugh kom så småningom att bli läkare. Fadern var professor i engelska vid University of Michigan, och han författade cirka 60 böcker i ämnen som fornengelska, Chaucer, engelska pjäser och dikter samt litteraturen under Elisabet I:s tid.
Jean Tatlock studerade vid Cambridge Rindge and Latin School i Cambridge i Massachusetts, och senare vid Williams College i Berkeley. Hon studerade därefter vid Vassar College, tog studentexamen 1935 och återvände till Berkeley, där hon gick läste upp betygen för att kunna ansöka till Stanford Medical School. Vid samma tid började hon skriva för Western Worker, det amerikanska kommunistpartiets tidning på västkusten.
På Stanford Medical School, då placerad i San Francisco, studerade hon i syfte att förbereda sitt kommande arbete som psykiater. 1941 avslutade hon sina studier vid skolan. Därefter kompletterade hon sin läkarpraktik vid St. Elizabeths Hospital i Washington D.C. och AT-tjänstgöring vid psykiatriavdelningen på Mount Zion Hospital, numera ett campus kopplat till University of California, San Francisco Medical Center.

### Relation med Oppenheimer
Tatlock kände sig osäker kring sin egen sexualitet och skrev en gång till en vän att "det fanns en tid när jag trodde jag var homosexuell. På sätt och vis tror jag det fortfarande, jag måste tro på det, men logiskt sett är jag säker på att jag inte kan vara det eftersom jag är så omanlig." Hon började 1936 umgås med Robert Oppenheimer då hon var student och han fysikprofessor vid Berkeley. De blev bekanta genom hans vicevärd Mary Ellen Washburn, som var medlem i kommunistpartiet; Washburn lät arrangera en insamling för den kommuniststödda andra spanska republiken.
Paret inledde en relation av passionerad karaktär. Han friade två gånger till henne, men hon sade båda gångerna nej. Genom Tatlock blev Oppenheimer bekant med radikala politiska företrädare under det sena 1930-talet, liksom med personer som sympatiserade med kommunistpartiet och relaterade grupperingar. Detta inkluderade Rudy Lambert och Thomas Addis. Paret fortsatte ses efter att Oppenheimer inlett ett förhållande med Kitty Harrison, som han gifte sig med 1940. Oppenheimer och Tatlock tillbringade nyåret 1941 ihop, och de möttes även en gång på Mark Hopkins Hotel i San Francisco.
Oppenheimers kopplingar till Tatlock och hennes vänner vändes emot honom under de säkerhetsrelaterade förhör som hölls med honom 1954. Medan vissa historiker anser att Oppenheimer hade en utomäktenskaplig förbindelse med Tatlock under tiden han arbetade på Manhattanprojektet, hävdar andra att han träffade Tatlock vid endast ett tillfälle efter att han i mitten av juni 1943 utsetts att leda Los Alamos-laboratoriet. Den 14 juni detta år befann sig Oppenheimer i Berkeley i syfte att rekrytera David Hawkins som assistent. De begav sig till en mexikansk restaurang i hennes gröna Plymouth coupe av 1935 års modell och tillbringade natten tillsammans, i hennes lägenhet på 1405 Montgomery Street i San Francisco. Under tiden stod övervakningen från USA:s armé på gatan nedanför. Under mötet berättade hon för honom att hon fortfarande älskade honom och att hon ville vara med honom. Han kom dock aldrig att återse henne.
Edith Arnstein Jenkins minns ett samtal med Mason Robertson, en av Tatlocks goda vänner, som hävdade att Tatlock sagt till henne att hon var lesbisk. Det var möjligt att Tatlock hade ett förhållande med Mary Ellen Washburn. Som psykoanalytiker på 1940-talet betraktade hon homosexualitet som ett sjukligt tillstånd som behövde avhjälpas, vilket kan ha lett till hennes självmord.

### Sista tid
Tatlock hade en svår klinisk depression och var föremål för behandling vid Mount Zion-sjukhuset. Vid 13-tiden den 5 januari 1944 kom hennes far till hennes lägenhet i San Francisco och ringde på dörrklockan men måste klättra in genom ett öppet fönster. Han fann henne liggande död på en hög av kuddar i badrummet och med huvudet delvis nedsjunket under vattenytan i det delvis vattenfyllda badkaret. I lägenheten fann han ett osignerat självmordsbrev som löd:
Hennes far fann hennes brevkorrespondens, bläddrade genom den och brände upp brev och fotografier i lägenhetens eldstad. Klockan 17:10 ringde han till begravningsbyrån Halstead, som tillkallade polisen. Polisen anlände 20 minuter senare tillsammans med tjänstgörande rättsläkare. Vid hennes död befann hon sig under övervakning av FBI; en av de första att få veta om självmordet var FBI:s chef J. Edgar Hoover. Nyheterna om hennes död rapporterades senare i dagstidningarna i området.
Washburn skickade telegram till Charlotte Serber vid Los Alamos. Som laboratoriebibliotekarie hade hon tillgång till den tekniska delen av området. Hon informerade sin make, fysikern Robert Serber, som därefter gick och meddelade Oppenheimer. När Serber nådde fram till Oppenheimers kontor, fann han att denne redan kände till saken. Säkerhetsansvarig på Los Alamos, kapten Peer de Silva, hade fått nyheten genom att avlyssna arméns hemliga signaltrafik och lät meddela Oppenheimer. Tatlock hade introducerat Oppenheimer för John Donnes poesi, och det tros allmänt att Oppenheimer namngav det första kärnvapentestet – "Trinity" – efter en av Donnes dikter och till minne av henne.
Efter en undersökning utfärdades en officiell dödsattest månaden efter, med beskrivningen "Självmord, motiv okänt". I sin rapport noterade rättsläkaren att Tatlock hade ätit en hel måltid strax före sin död. Hon hade tagit några sömntabletter, men inte i dödlig dos. Spår av kloralhydrat hade upptäckts. Det fanns inga spår av alkohol i blodet, trots att skador på hennes bukspottkörtel indikerade att hon ofta drack alkohol. Som psykiater placerad på ett sjukhus hade hon tillgång till lugnande medel som kloralhydrat. Rättsläkaren bedömde att hon hade avlidit cirka klockan 04:30 på morgonen den 4 januari, och han klassade dödsorsaken som "akut lungödem" – hon hade drunknat i badkaret. Det har bedömts troligt att hon böjde sig ner över kanten på badkaret, intog kloralhydrat och körde ner huvudet i vattnet.
Vissa historiker och hennes bror Hugh har spekulerat i om det verkligen var självmord, eftersom det fanns flera ovanliga omständigheter. Konspirationsteorin att hon mördats av underrättelseagenter på uppdrag av Manhattanprojektet fick nytt bränsle 1975 i samband med den federala Church-kommission, som avslöjade detaljer kring olika lönnmord som amerikanska underrättelsetjänster utfört. Dessa diskussioner beskrevs i den fiktivt syftande TV-serien Manhattan. En läkare observerade att: "Om du är smart och verkligen vill ta livet av någon, är det här sättet att göra det på."
Tatlocks far lät kremera hennes kvarlevor.

## I populärkulturen
Florence Pugh spelar Tatlock i Christopher Nolans biografiska film Oppenheimer från 2023.
Natasha Richardson porträtterade Tatlock i filmen Fat Man and Little Boy från 1989 (i regi av Roland Joffé).